# L'Empire des signes

L'Empire des signes est un récit de voyage de Roland Barthes publié en 1970, dans lequel l’auteur mélange le genre de la littérature des voyages et le discours scientifique avec des textes théoriques illustrés d'images du Japon, de la ville de Tokyo et de Japonaises.

## Résumé
Considérée comme une œuvre majeure parmi les ouvrages de Roland Barthes, L'Empire des signes est présenté comme une introduction à la culture japonaise lors de sa parution en 1970. Il relate ses observations et l'omniprésence des signes dans la vie quotidienne japonaise. L'Empire des signes contextualise également les relations internationales de la France avec le Japon, après une période coloniale.
L'Empire des signes est dédié à Maurice Pinguet (1929-1991), directeur de l'Institut franco-japonais à Tokyo, qui fut à l'origine du séjour de Roland Barthes au Japon. En mai 1966, Roland Barthes accepta de diriger un séminaire  sur "l'analyse structurale du récit" et découvrit ainsi le Japon, tardivement  à l'âge de 50 ans.